# Torneio de xadrez de Carlsbad de 1929
O Torneio de xadrez de Carlsbad de 1929 foi o quarto torneio internacional de xadrez realizado na cidade de Carlsbad, parte da atual República Tcheca. O evento teve a ausência de Alexander Alekhine, que durante o evento escreveu seis relatórios para o The New York Times., e foi disputado no formato todos-contra-todos com um total de 231 jogos disputados. O torneio foi organizado por Viktor Tietz entre 31 de julho e 28 de agosto.

## Tabela de resultados[3][4]
| #  | Jogador              | 1 | 2 | 3 | 4 | 5 | 6 | 7 | 8 | 9 | 10 | 11 | 12 | 13 | 14 | 15 | 16 | 17 | 18 | 19 | 20 | 21 | 22 | Total |
| -- | -------------------- | - | - | - | - | - | - | - | - | - | -- | -- | -- | -- | -- | -- | -- | -- | -- | -- | -- | -- | -- | ----- |
| 1  | Aron Nimzowitsch     | x | ½ | 1 | ½ | ½ | 1 | 1 | 1 | ½ | ½  | 1  | 1  | ½  | ½  | ½  | 1  | 0  | 1  | ½  | 1  | ½  | 1  | 15.0  |
| 2  | José Raúl Capablanca | ½ | x | 0 | ½ | 1 | ½ | ½ | ½ | ½ | ½  | 1  | ½  | 1  | 1  | 1  | 0  | 1  | 1  | 1  | 1  | ½  | 1  | 14.5  |
| 3  | Rudolf Spielmann     | 0 | 1 | x | 0 | ½ | ½ | ½ | ½ | 1 | 0  | ½  | ½  | 1  | 1  | 1  | 1  | ½  | 1  | 1  | 1  | 1  | 1  | 14.5  |
| 4  | Akiba Rubinstein     | ½ | ½ | 1 | x | ½ | ½ | ½ | ½ | 1 | 1  | 1  | ½  | ½  | ½  | 1  | ½  | ½  | 1  | ½  | 0  | ½  | 1  | 13.5  |
| 5  | Albert Becker        | ½ | 0 | ½ | ½ | x | 1 | 1 | 1 | 0 | 0  | 1  | ½  | ½  | ½  | ½  | ½  | 1  | ½  | 1  | 1  | ½  | 0  | 12.0  |
| 6  | Milan Vidmar         | 0 | ½ | ½ | ½ | 0 | x | 1 | ½ | ½ | ½  | ½  | 1  | ½  | 1  | 0  | ½  | ½  | 0  | 1  | 1  | 1  | 1  | 12.0  |
| 7  | Max Euwe             | 0 | ½ | ½ | ½ | 0 | 0 | x | ½ | ½ | 1  | ½  | ½  | ½  | 1  | 1  | ½  | ½  | 1  | ½  | ½  | 1  | 1  | 12.0  |
| 8  | Efim Bogoljubow      | 0 | ½ | ½ | ½ | 0 | ½ | ½ | x | ½ | ½  | ½  | 0  | 0  | 1  | 1  | 1  | 1  | 0  | ½  | 1  | 1  | 1  | 11.5  |
| 9  | Ernst Grünfeld       | ½ | ½ | 0 | 0 | 1 | ½ | ½ | ½ | x | ½  | ½  | ½  | 1  | 0  | ½  | 0  | 1  | ½  | 1  | ½  | 1  | ½  | 11.0  |
| 10 | Esteban Canal        | ½ | ½ | 1 | 0 | 1 | ½ | 0 | ½ | ½ | x  | 1  | ½  | 0  | 0  | ½  | ½  | 0  | 1  | 0  | ½  | 1  | 1  | 10.5  |
| 11 | Hermanis Matisons    | 0 | 0 | ½ | 0 | 0 | ½ | ½ | ½ | ½ | 0  | x  | 1  | 1  | 1  | 0  | 1  | 1  | 1  | ½  | 0  | ½  | 1  | 10.5  |
| 12 | Savielly Tartakower  | 0 | ½ | ½ | ½ | ½ | 0 | ½ | 1 | ½ | ½  | 0  | x  | ½  | ½  | ½  | ½  | ½  | ½  | ½  | ½  | ½  | 1  | 10.0  |
| 13 | Géza Maróczy         | ½ | 0 | 0 | ½ | ½ | ½ | ½ | 1 | 0 | 1  | 0  | ½  | x  | 0  | 0  | 0  | 1  | ½  | 1  | 1  | ½  | 1  | 10.0  |
| 14 | Edgard Colle         | ½ | 0 | 0 | ½ | ½ | 0 | 0 | 0 | 1 | 1  | 0  | ½  | 1  | x  | 1  | ½  | 1  | 0  | ½  | 0  | 1  | 1  | 10.0  |
| 15 | Karel Treybal        | ½ | 0 | 0 | 0 | ½ | 1 | 0 | 0 | ½ | ½  | 1  | ½  | 1  | 0  | x  | ½  | ½  | 0  | 1  | 1  | ½  | 1  | 10.0  |
| 16 | Friedrich Sämisch    | 0 | 1 | 0 | ½ | ½ | ½ | ½ | 0 | 1 | ½  | 0  | ½  | 1  | ½  | ½  | x  | ½  | 0  | ½  | ½  | 1  | 0  | 9.5   |
| 17 | Frederick Yates      | 1 | 0 | ½ | ½ | 0 | ½ | ½ | 0 | 0 | 1  | 0  | ½  | 0  | 0  | ½  | ½  | x  | 1  | ½  | ½  | 1  | 1  | 9.5   |
| 18 | Paul Johner          | 0 | 0 | 0 | 0 | ½ | 1 | 0 | 1 | ½ | 0  | 0  | ½  | ½  | 1  | 1  | 1  | 0  | x  | ½  | 0  | ½  | 1  | 9.0   |
| 19 | Frank Marshall       | ½ | 0 | 0 | ½ | 0 | 0 | ½ | ½ | 0 | 1  | ½  | ½  | 0  | ½  | 0  | ½  | ½  | ½  | x  | 1  | 1  | 1  | 9.0   |
| 20 | Karl Gilg            | 0 | 0 | 0 | 1 | 0 | 0 | ½ | 0 | ½ | ½  | 1  | ½  | 0  | 1  | 0  | ½  | ½  | 1  | 0  | x  | ½  | ½  | 8.0   |
| 21 | George Alan Thomas   | ½ | ½ | 0 | ½ | ½ | 0 | 0 | 0 | 0 | 0  | ½  | ½  | ½  | 0  | ½  | 0  | 0  | ½  | 0  | ½  | x  | 1  | 6.0   |
| 22 | Vera Menchik         | 0 | 0 | 0 | 0 | 1 | 0 | 0 | 0 | ½ | 0  | 0  | 0  | 0  | 0  | 0  | 1  | 0  | 0  | 0  | ½  | 0  | x  | 3.0   |